# 労働公園
労働公園（ろうどうこうえん、簡体字: 劳动公园、拼音: láodònggōngyuán）は、中国遼寧省大連市の中心部に位置する市内最大の公園。南に緑山を望み、北に大連駅が位置する。

## 概要

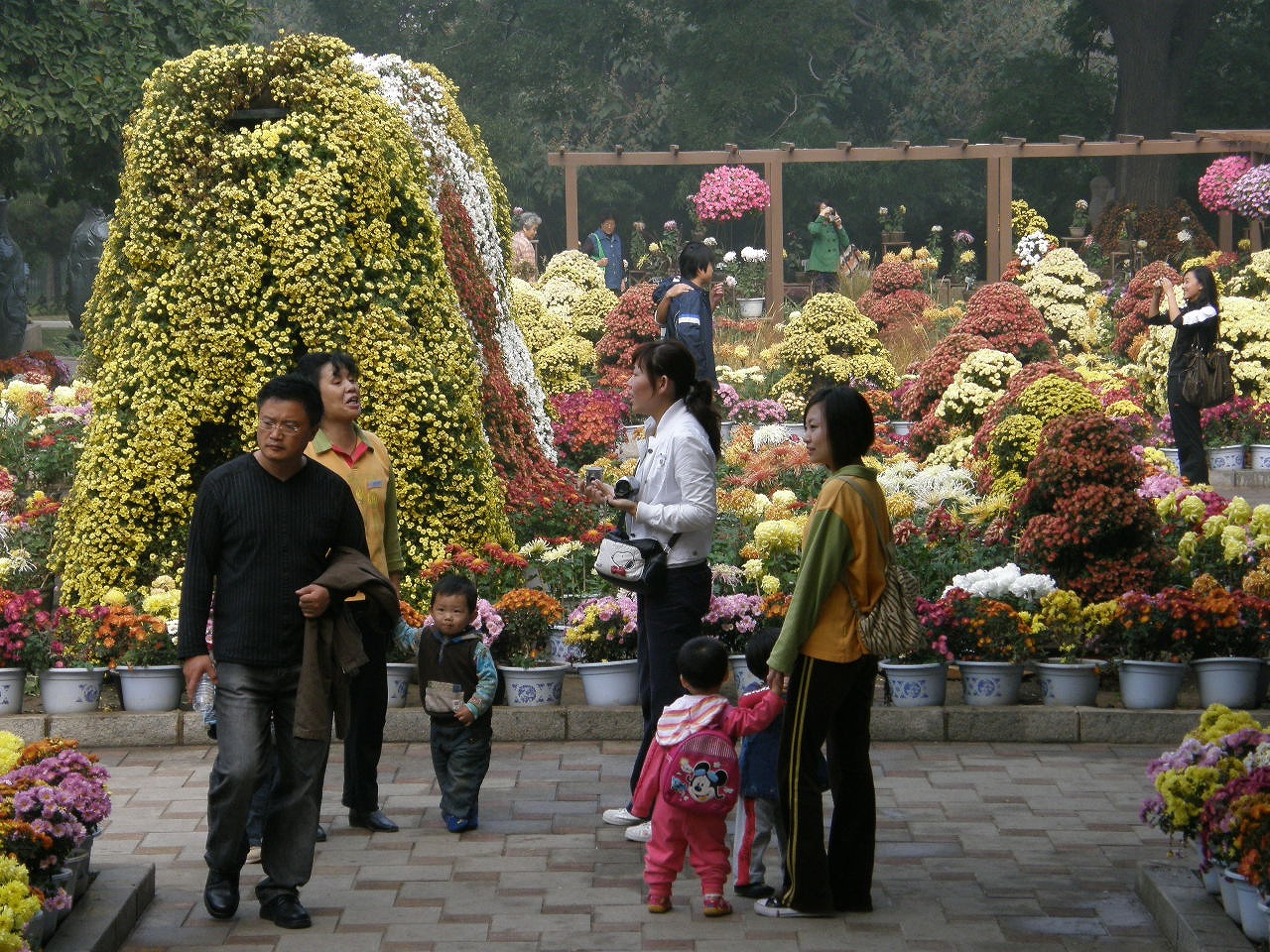
休日には家族連れでにぎわう

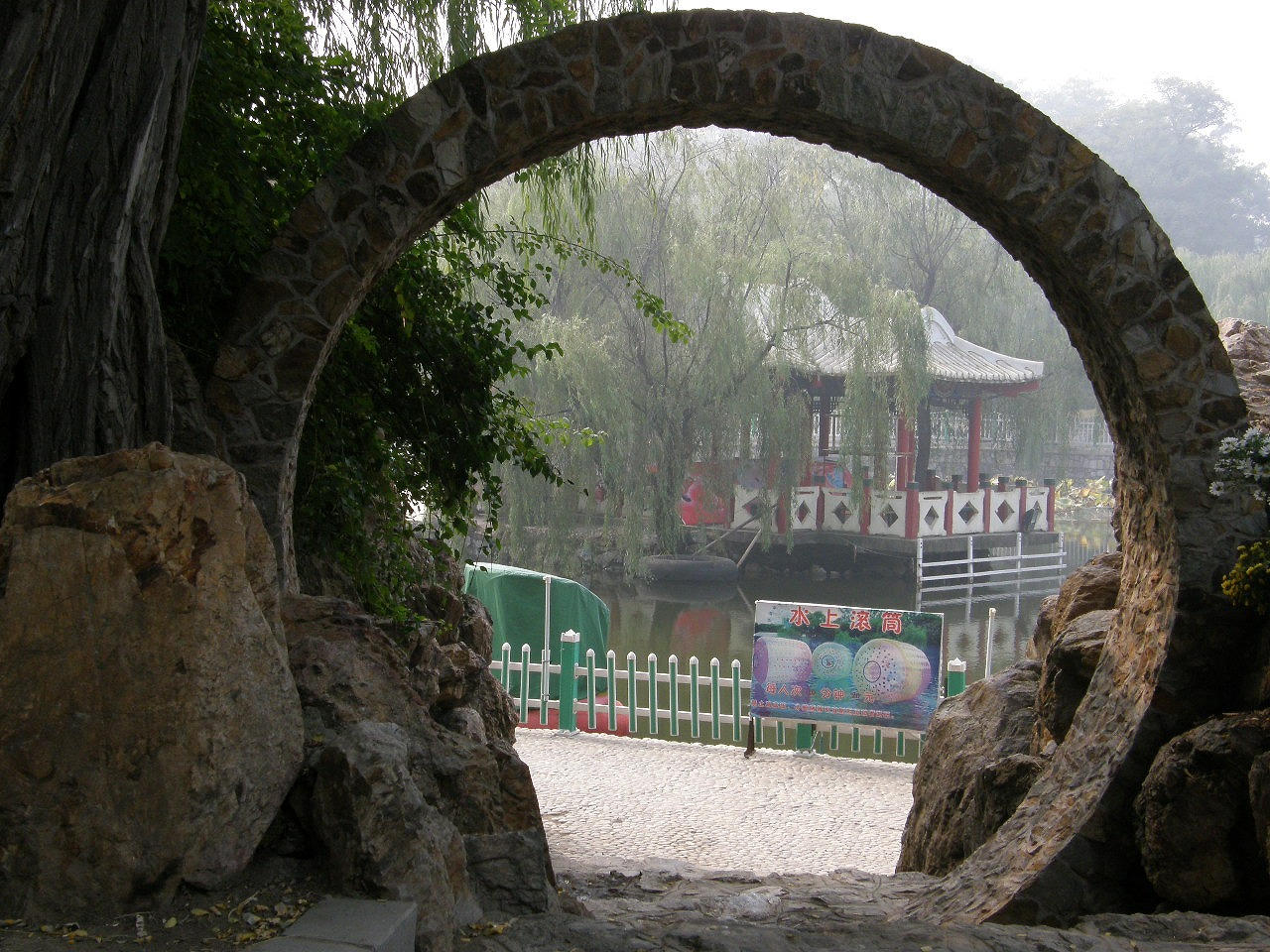
池を取り巻く庭園が美しい

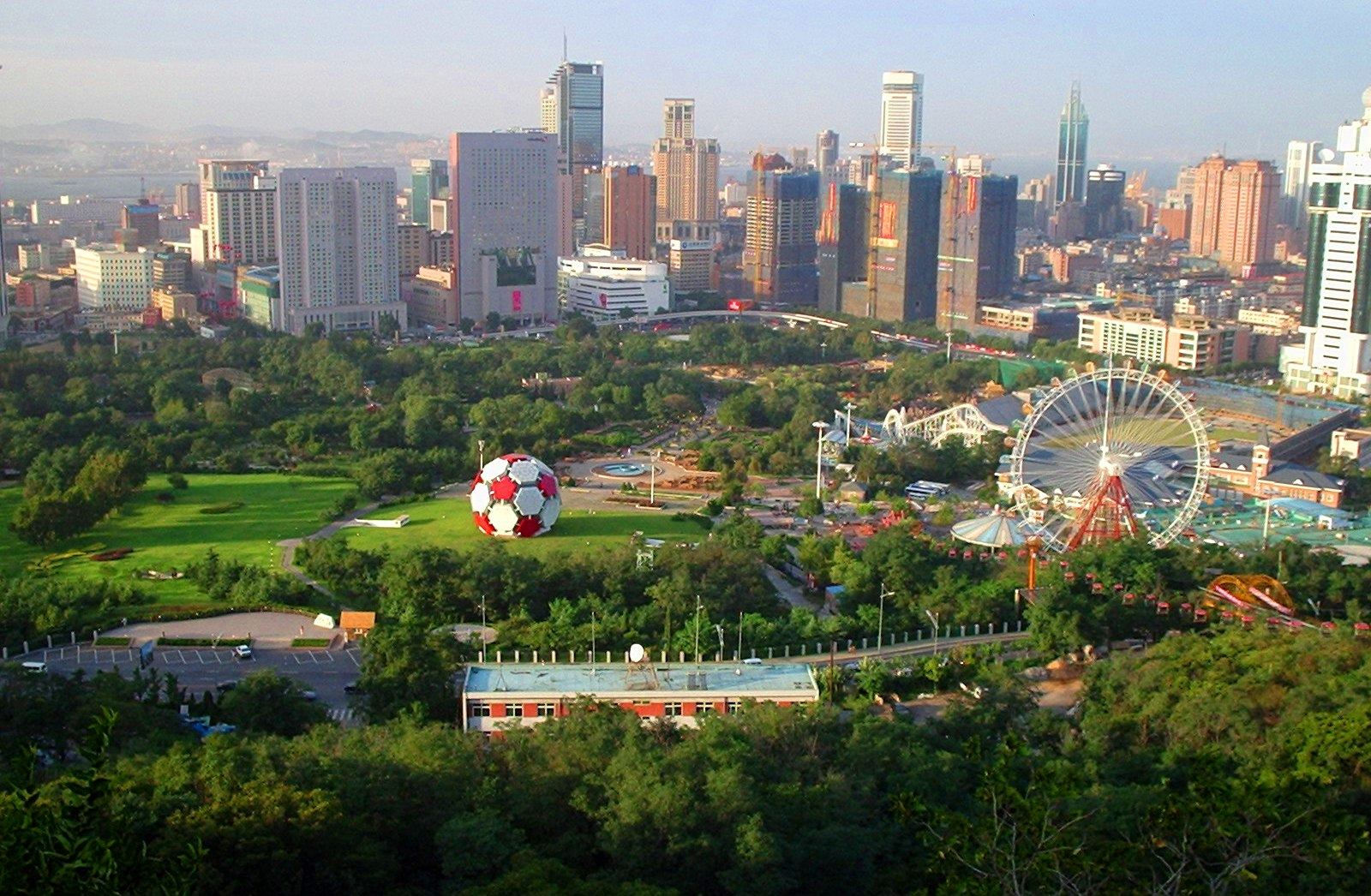
労働公園を見下ろす

面積は102ヘクタール。多くの植栽により、多種類の花や木など緑溢れる憩いの場となっている。池や庭園なども配置されるほか、ゴルフ場、テニス場、スケート場、小動物園、遊園地などの娯楽施設もある。特にヤナギの木が美しい景観をなしている。時期によりさまざまな花が楽しめ、5月のチューリップ、10月のキクなどが美しい。また日本から贈られたサクラや芝生なども見られる。園内にあるリフトに乗ると大連テレビタワーの前にたどり着く。

## 歴史
1899年、帝政ロシア租借時代のロシア人による竣工。当初は、大連市西郊外に位置することから西公園と名づけられる。1905年に日本軍が大連を占領し、日本人らの手によってゴルフ場、プール、乗馬クラブが増設され、当時トラを飼育していたことから老虎公園と呼ばれた。その後、大連区自体も拡張され市の中心部に位置するようになったことから、中央公園へ名称を変更。
中華人民共和国成立後、中国政府は国民に労働の義務を科した。中央公園も、改修され池のほとりに「労働創造世界（＝労働により、世界を創造しよう）」の碑が掲げられた。このことから、名前を労働公園と改称し、今に至る。

## 園内の様子

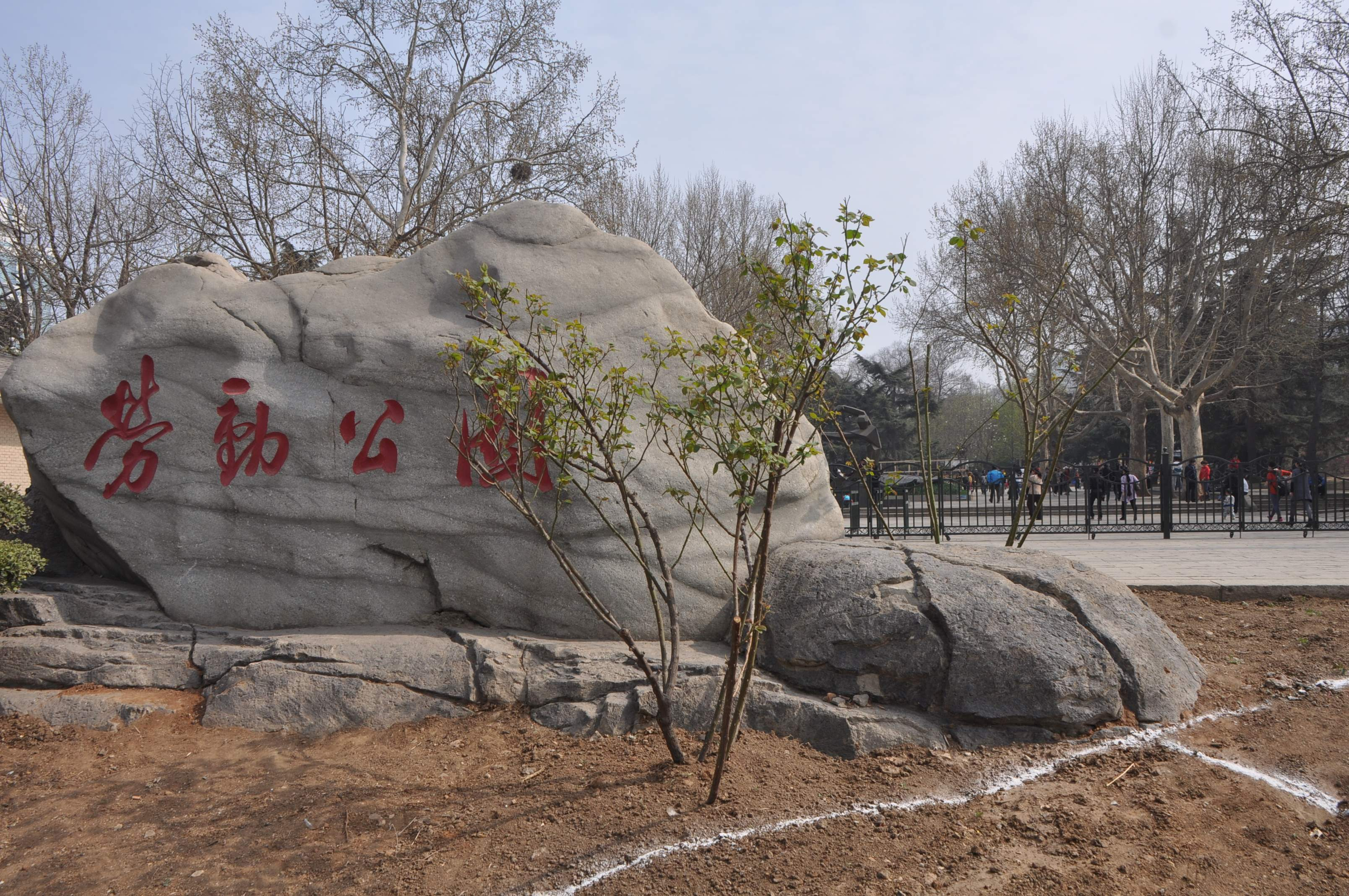
入口の公園名称
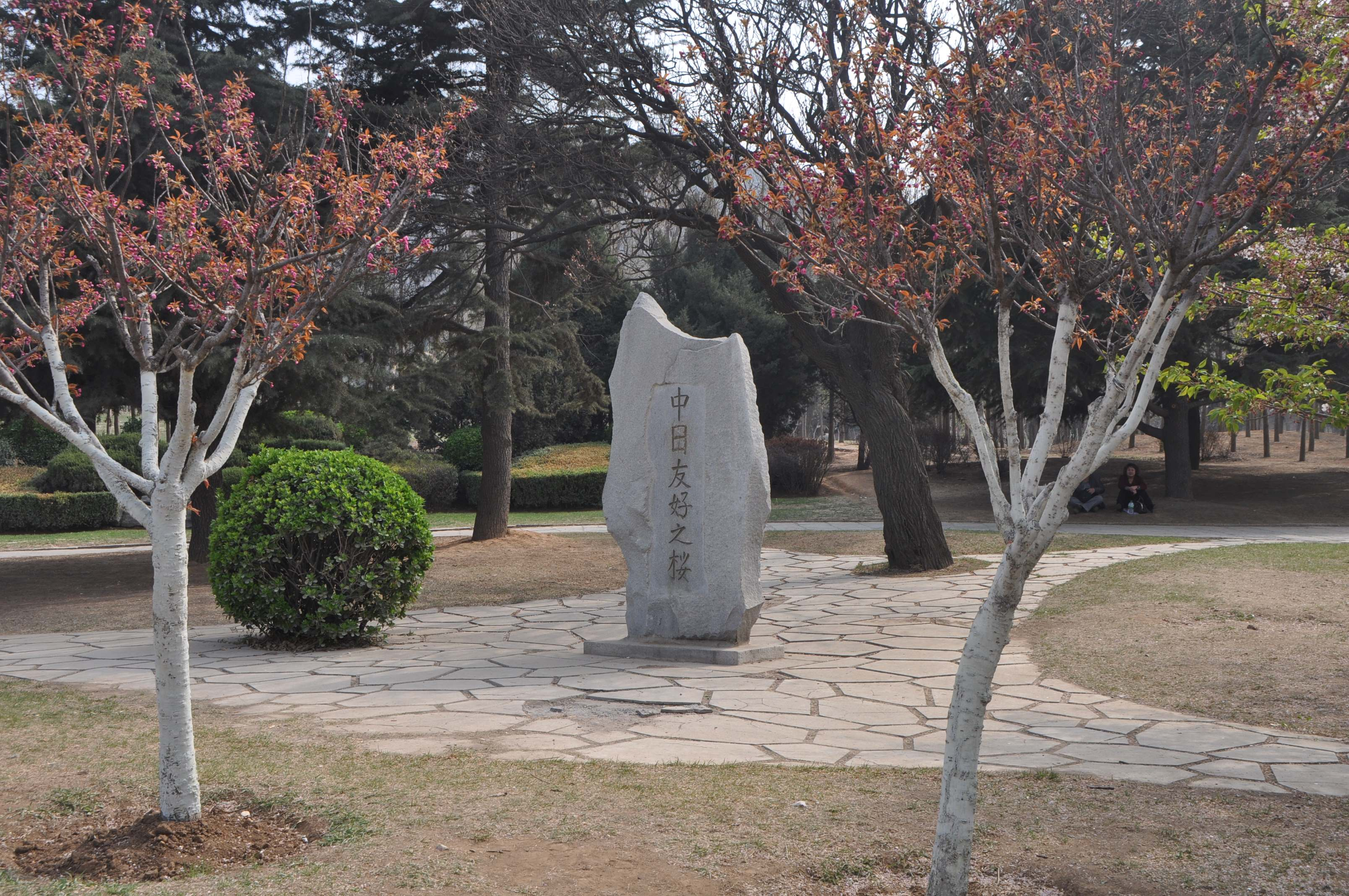
「日中友好之桜」の石碑
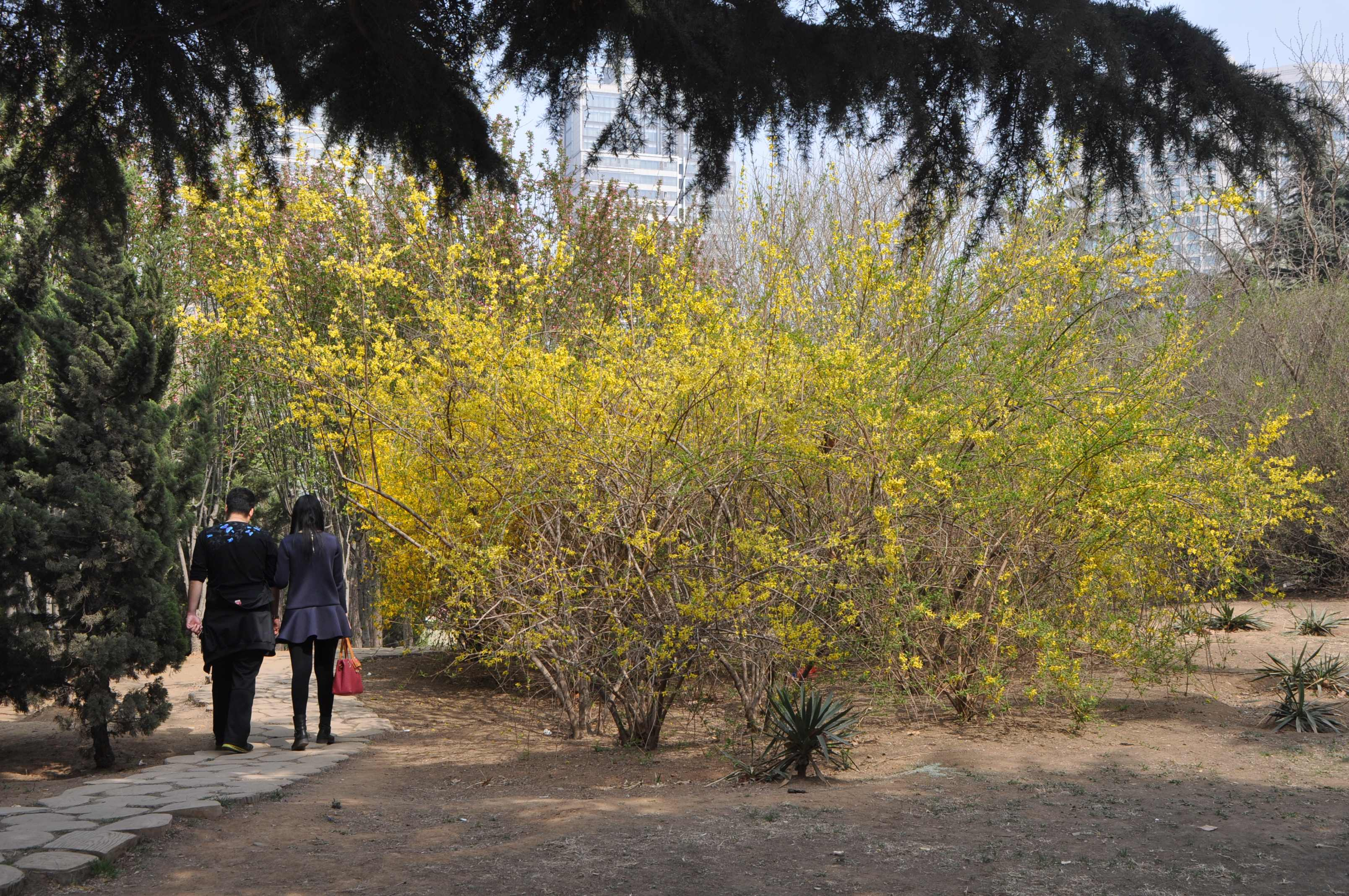
黄梅（中文名：迎春花）は春一番の花
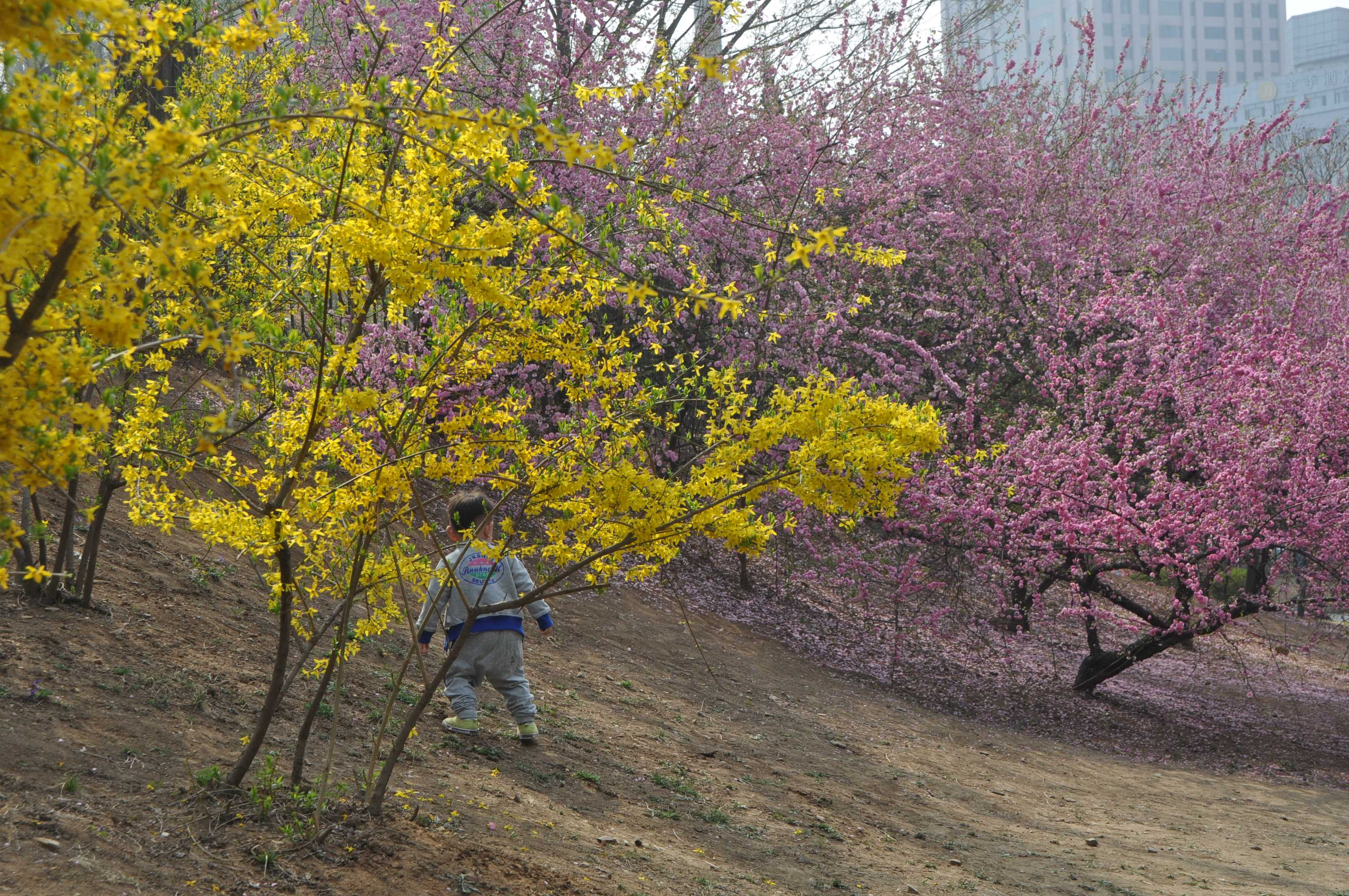
黄梅が徐々に桜の花へ徐々にとって代わる
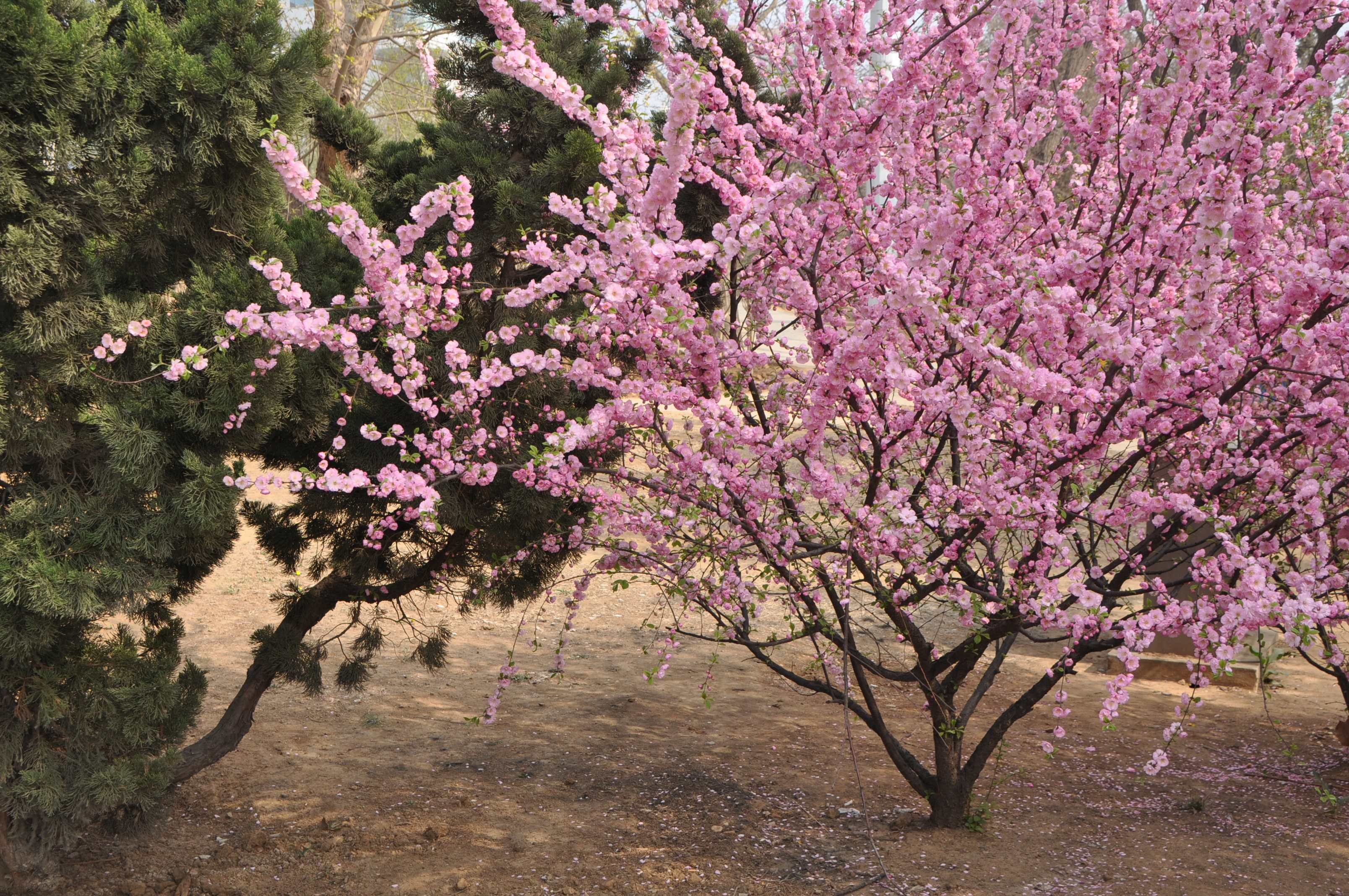
そして、桜が満開になる
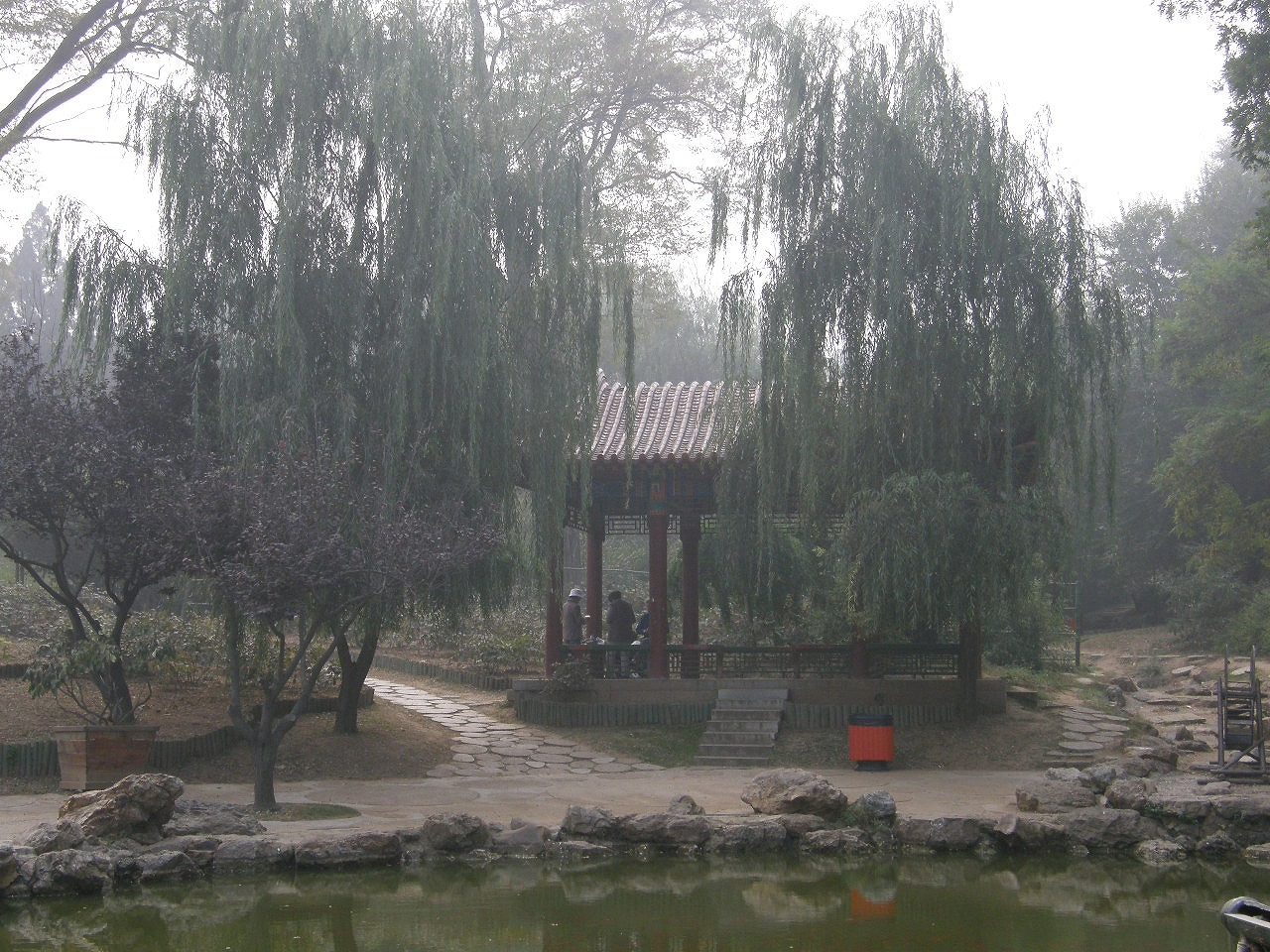
柳と東屋の取り合わせが中国らしさを演出する
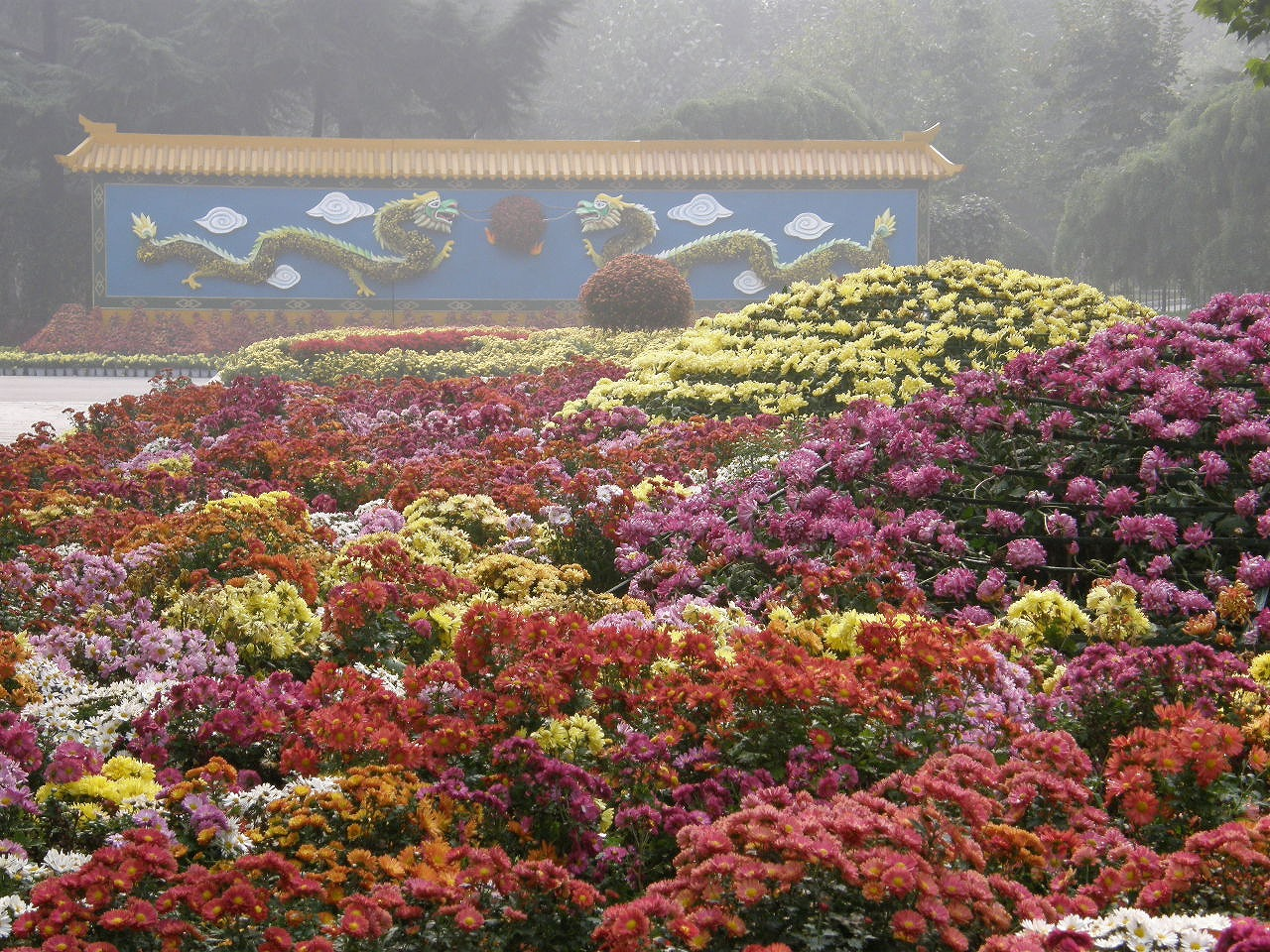
秋には多種類の菊が展示される
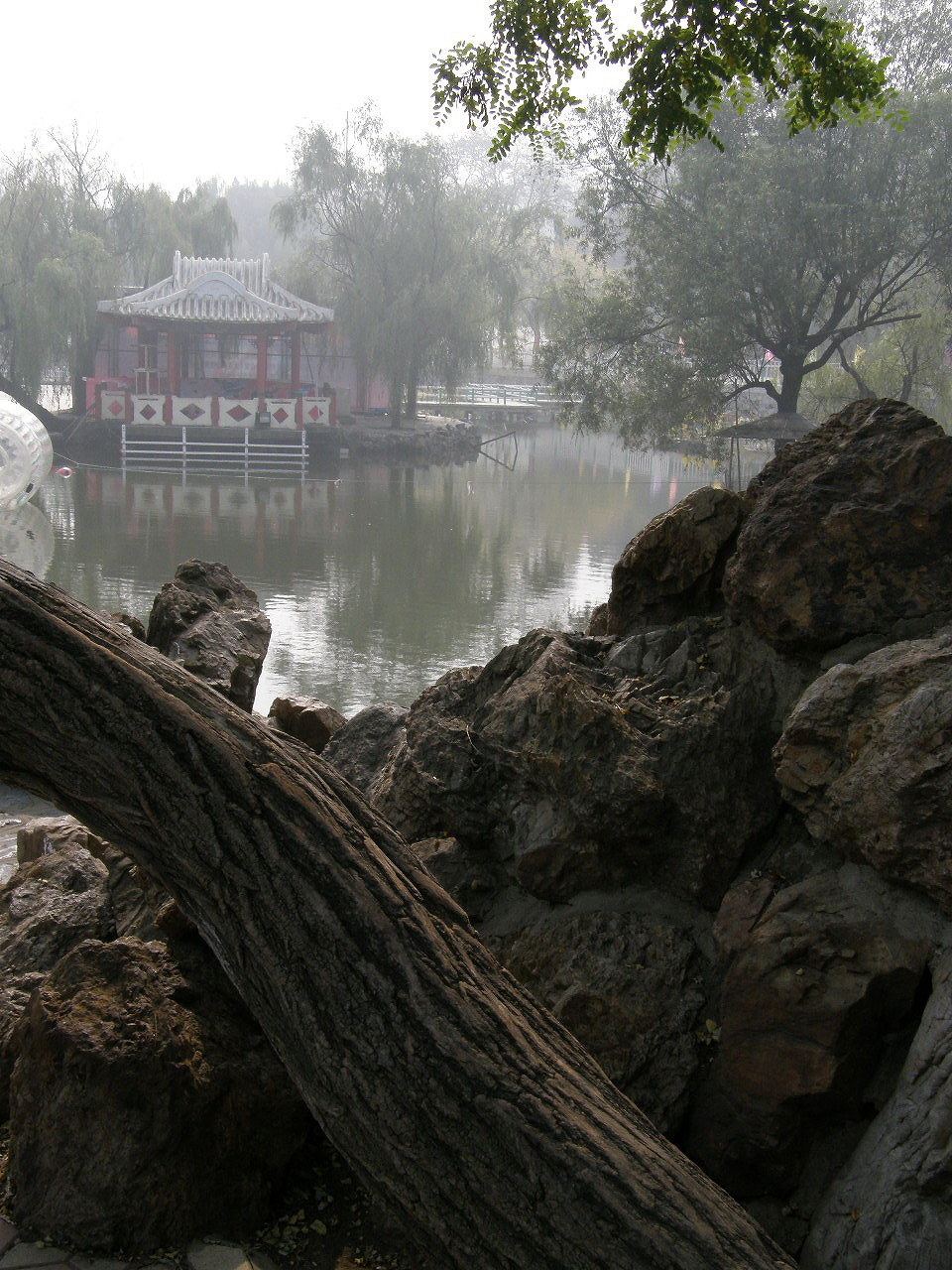
木と岩と東屋、池の配置の妙が見られる

## 所在地

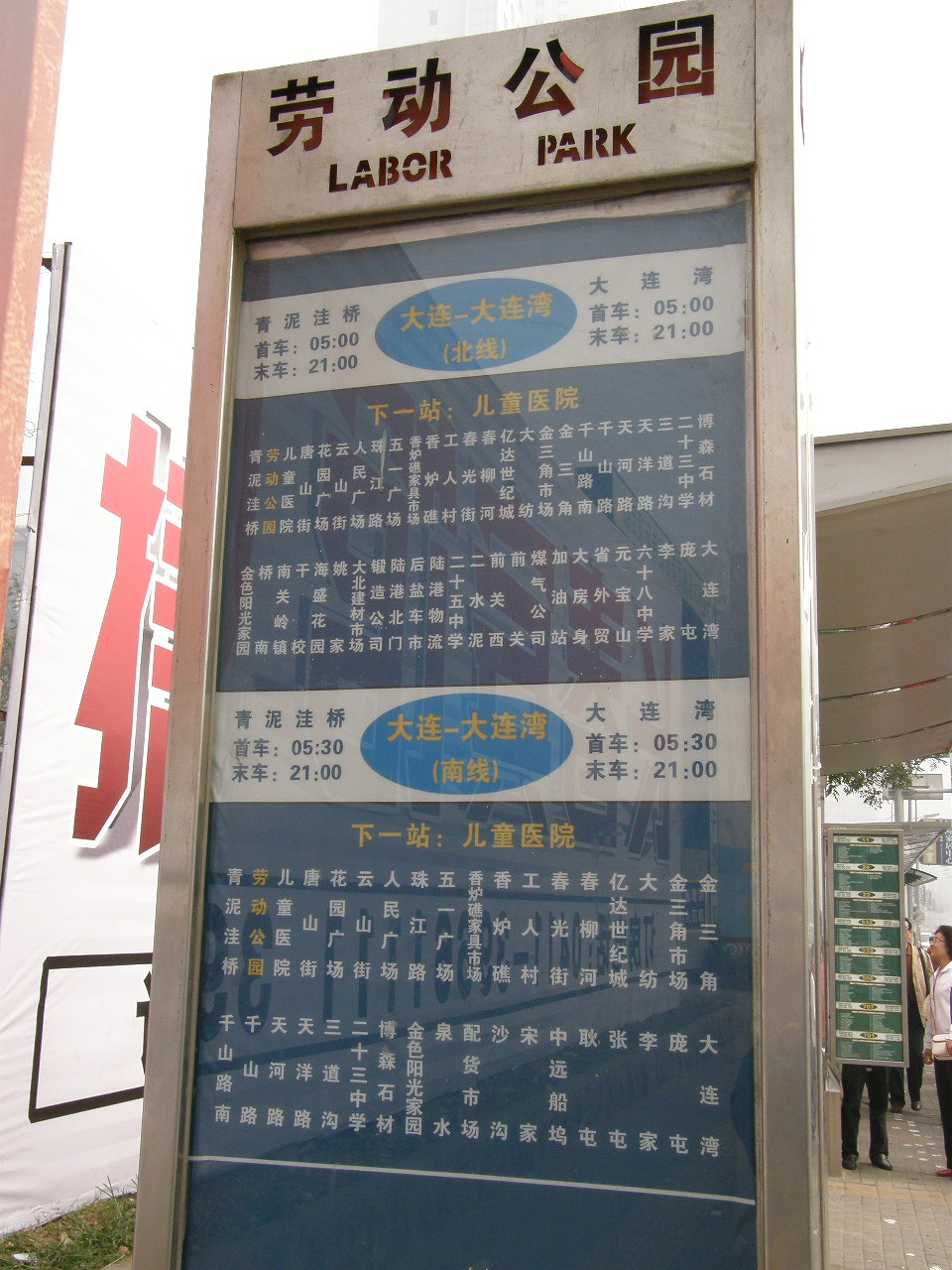
バス停「労働公園」下車すぐ

- 大連市中山区解放路5号[1]

## 交通アクセス
- 鉄道:中国国鉄大連駅下車、バスか徒歩で約1 km。
- バス:大連駅より、路線バス2、5、22、303、406、703系統でバス停「労働公園」下車すぐ[1]。